# Северни Бахр ел Газал
Северни Бахр ел Газал (енгл. Northern Bahr el Ghazal и арап. شمال بحر الغزال) био је један од четири вилајета у регији Бахр ел Газал у Јужном Судану, а након 2011. и независности Јужног Судана држава.
Северни Бахр ел Газал престао је да постоји 2015, када је Јужни Судан подељен на 28 нових држава.

## Одлике
Налазио се у северном делу регије на граници са Суданом. Захватао је површину од 33.558 км², на којој је живело око 826.646 становника. Просечна густина насељености била је 25 стан./км². Главни град Северног Бахр ел Газала био је Авејл. Назив је добио по истоименој реци
Северни Бахр ел Газал налазио се у долинама река Куру и Понго, притокама Бахр ел Газала. Просечна надморска висина је око 250-300 метара, а клима је саванска са израженим кишним и сушним периодом. Просечна годишња количина падавина је око 500-1.000 милиметара. Највећи градови су Акуем, Маријал Бај, Аријат и др.

## Администрација
Гувернер је био генерал-мајор Пол Малонг Аван, а у парламенту вилајет је био представљен са 16 посланика. Северни Бахр ел Газал је био подељен на пет округа:
- Западни Авејл
- Источни Авејл
- Северни Авејл
- Југоисточни Авејл
- Јужни Авејл